# Медвідь Анатолій Петрович
Анато́лій Петро́вич Медві́дь (2 січня 1964, с. Обухів) — полковник. Кандидат наук з державного управління. Заступник начальника (з наукової роботи) Інституту державного управління у сфері цивільного захисту.

## Життєпис
Народився 2 січня 1964 року у с. Обухів Мурованокуриловецького району Вінницької області.
З 1983 по 1992 рік проходив службу у Збройних силах на офіцерських посадах.
У 1987 році закінчив Ярославське вище військове фінансове училище за спеціяльністю фінансове забезпечення військ, кваліфікація — економіст-фінансист.
Після звільнення з військової служби працював директором приватної компанії.
У квітні 1998 року призначений заступником голови виконкому Лиманської селищної Ради Роздільнянського району Одеської області.
З вересня 1998 по 2002 рік навчався в Академії державного управління при Президентові України за спеціяльністю державне управління, кваліфікація — магістр державного управління.
З 2000 по 2002 роки працював на керівних посадах Державного комітету України з питань регуляторної політики та підприємництва.
У березні 2002 року на чергових виборах висувався по одномандатному виборчому округу № 144 від виборчого блоку політичних партій "Блок Віктора Ющенка «Наша Україна». На той час займав посаду заступника директора з питань регіональної політики Центру енергетичних ініціатив.
З 2002 по 2005 рік — помічник-консультант народного депутата України Апарату Верховної Ради України.
З березня 2005 року — керівник Головної служби регіональної та кадрової політики Секретаріату Президента України.
У січні 2006 призначений заступником Міністра України з питань надзвичайних ситуацій та у справах захисту населення від наслідків Чорнобильської катастрофи. В лютому 2007 року подав у відставку.
У 2007 році був зареєстрований кандидатом у народні депутати України від блоку «Наша Україна — Народна самооборона».
З 2007 по 2008 рік — радник Голови Секретаріату Президента України.
З 2008 по 2011 рік очолював Департамент кадрової політики МО України.
У грудні 2013 року призначений заступником (з наукової роботи) начальника Інституту державного управління у сфері цивільного захисту.
У 2014 році займав посаду доцента кафедри управління суспільним розвитком Національної академії державного управління при Президентові України.
Наразі заступник начальника (з наукової роботи) Інституту державного управління у сфері цивільного захисту.

## Відзнаки та нагороди
- Орден «За заслуги» III ступеня (2006);
- Медаль «За сприяння воєнній розвідці України» II ступеня (2008);
- Відзнака «Знак пошани державної охорони України» (2008);
- Медаль «За заслуги» (2008);
- Відзнака «Гідність і честь» (2008);
- Медаль «Вірність та честь» II ступеня (2008);
- Відзнака МО України «Вогнепальна зброя» (2009);
- Відзнака «За сумлінну службу» II ступеня (2009);
- Орден «За заслуги» II ступеня — За вагомий особистий внесок у зміцнення обороноздатності та безпеки Української держави, зразкове виконання військового обов'язку, високий професіоналізм та з нагоди 18-ї річниці Збройних Сил України (1.12.2009).[7]

## Статті
- Медвідь А. П. Актуальні проблеми розвитку кадрової політики в збройних силах України.
- А. Медвідь. Кадрова політика як ефективний важіль розвиток служби цивільного захисту України в сучасних умовах.
- Медвідь А. П. Автореферат дисертації на здобуття наукового ступеня кандидата наук з державного управління
- Медвідь А. П. Дисертація на здобуття наукового ступеня кандидата наук з державного управління «Механізми реалізації кадрової політики в системі збройних сил України».